# Trimerotropis atacamensis
Trimerotropis atacamensis is een rechtvleugelig insect uit de familie veldsprinkhanen (Acrididae). De wetenschappelijke naam van deze soort is voor het eerst geldig gepubliceerd in 1860 door Philippi.